# Agnieszka Wąsik
Agnieszka Wąsik – polska neurochemiczka, doktor habilitowana nauk medycznych, adiunkt w Instytucie Farmakologii im. Jerzego Maja PAN.

## Życiorys
W 1994 ukończyła studia biologiczne w Wyższej Szkole Pedagogicznej w Krakowie. W 2007 uzyskała doktorat z nauk medycznych (biologia medyczna) w Instytucie Farmakologii Polskiej Akademii Nauk na podstawie pracy Przeciwuzależnieniowy potencjał endogennej substancji 1-metylo-1,2,3,4-tetrahydroizochinoliny oceniany eksperymentalnie w badaniach behawioralnych i neurochemicznych, napisanej pod kierunkiem Lucyny Antkiewicz-Michaluk. W tym samym roku rozpoczęła pracę w Instytucie Farmakologii PAN; w kolejnych latach pracowała tam w Zakładzie Neurochemii. W 2018 uzyskała habilitację z nauk medycznych (biologia medyczna). Pośród jej zainteresowań badawczych znalazły się choroba Parkinsona, depresja i neurotoksyczność.